# Klaus Döge
Klaus Döge (* 21. Juli 1951  in Schrobenhausen; † 12. Oktober 2011 in Dresden) war ein deutscher Musikwissenschaftler.

## Leben
Klaus Döge studierte Musikwissenschaft und Geschichte an der Albert-Ludwigs-Universität Freiburg und war anschließend als Herausgeber und Autor für Musikverlage, Rundfunk und Fernsehen tätig. 1992 wurde er Mitarbeiter der Richard-Wagner-Gesamtausgabe in München und promovierte 1993 mit einer Arbeit über Antonín Dvořák. 2003 übernahm er die Leitung der Münchner Forschungsstelle.
Zum 1. Juli 2010 wechselte Döge von der Wagner-Gesamtausgabe, deren Finanzierung nicht mehr gesichert war, an die Sächsische Akademie der Wissenschaften nach Dresden zur Schumann-Briefedition. Döge verstarb 2011 in Dresden und wurde in Freiburg beigesetzt.

## Bücher
- Dvořák. Leben – Werke – Dokumente, Mainz: Schott und München: Piper 1991, ISBN 3-7957-8277-5 (Schott), ISBN 3-492-18277-1 (Piper); 2. Aufl. 1997
- „Schlagen Sie die Kraft der Reflexion nicht zu gering an“. Beiträge zu Richard Wagners Denken, Werk und Wirken, hrsg. von Klaus Döge, Mainz: Schott 2002
- Klingende Denkmäler. Musikwissenschaftliche Gesamtausgaben in Deutschland, Ausstellungskatalog, hrsg. von Klaus Döge, Ulrich Krämer und Salome Reiser für die Fachgruppe Freie Forschungsinstitute in der Gesellschaft für Musikforschung, Mainz 2007

## Aufsätze (Auswahl)
- Ein Komponist ohne Problembewußtsein? Bausteine zu einem differenzierteren Dvořák-Bild, in: Neue Zeitschrift für Musik, Band 149, Heft 9/1988, S. 5–10
- VIII. Symphonie in F-Dur op. 93. In: Die 9 Symphonien Beethovens. Entstehung, Deutung, Wirkung. Hrsg. von Renate Ulm, Kassel u. a. 1994, S. 227–243.
- „...über den wird noch viel geredet werden“. Ein Einblick in die neuere Dvořák-Literatur, in: Musikgeschichte in Mittel- und Osteuropa, Band 1 (1997), S. 217–230
- Richard Wagner und Heinrich Marschner, in: Richard Wagner und seine „Lehrmeister“. Bericht der Tagung am Musikwissenschaftlichen Institut der Johannes-Gutenberg-Universität Mainz, 6./7. Juni 1997, Egon Voss zum 60. Geburtstag, hrsg. von Christoph-Hellmut Mahling, Mainz 1999, S. 215–231
- Wagner beim Wort genommen. Über das thematische Formgewebe im Lohengrin, in: Der Komponist Richard Wagner im Blick der aktuellen Musikwissenschaft. Symposion Würzburg 2000, hrsg. von Ulrich Konrad und Egon Voss, Wiesbaden: Breitkopf & Härtel 2003, S. 95–104, ISBN 3-7651-0329-2
- Richard Wagner und Wilhelm Müller oder Anfang und Ende des Liedes. Zum Liedentwurf WWV 7, in: Intermedialität. Studien zur Wechselwirkung zwischen den Künsten, Freiburg: Rombach 2004, S. 177–192
- „... wenn auch nur in sehr flüchtigen Umrissen...“ Zur Lohengrin-Skizze Hs 120 W, in: Musiktheorie, Band 20 (2005), S. 131–150
- Wagner – Polyphonie – Kontrapunkt – angewendeter Bach, in: Bach und die deutsche Tradition des Komponierens. Wirklichkeit und Ideologie. Festschrift Martin Geck zum 70. Geburtstag; Bericht über das 6. Dortmunder Bach-Symposion 2006, Dortmund 2009, S. 181–186
- Das entsetzliche Grauen zum Ausdruck gebracht. Anmerkungen zu Martinůs „Memorial to Lidice“, in: Bohuslav Martinů, hrsg. von Ulrich Tadday, München: Ed. Text + Kritik 2009, S. 78–91, ISBN 978-3-86916-017-7
- Schumanns Dresdner „Fugenpassion“, in: Schumann und Dresden. Bericht über das Symposion „Robert und Clara Schumann in Dresden – biographische, kompositionsgeschichtliche und soziokulturelle Aspekte“ in Dresden vom 15. bis 18. Mai 2008, hrsg. von Thomas Synofzik und Hans-Günter Ottenberg, Köln: Dohr 2010, S. 99–107, ISBN 978-3-936655-88-9
- „meine Dichtung – sie enthält der Welt Anfang und Untergang“. Zu Richard Wagners Bühnentetralogie „Der Ring des Nibelungen“, in: Göttliche, menschliche und teuflische Komödien. Europäische Welttheater-Entwürfe im 19. und 20. Jahrhundert, hrsg. von Albert Gier, Bamberg 2011, S. 119–139
- „mich einmal recht bestimmt und besonnen über Liszt urteilen zu hören“. Schriftstellerisches aus der Feder Wagners über einen geliebten Freund, in: Wagnerspectrum, Band 7 (2011), Heft 1, S. 59–67
- „welche nicht nur dem Publikum, sondern auch mir selbst wirklich gefiel“. Richard Wagners Einlegearie zu Joseph Weigls „Die Schweizerfamilie“, in: Aria. Eine Festschrift für Wolfgang Ruf, hrsg. von Wolfgang Hirschmann, Hildesheim: Olms 2011, S. 639–655, ISBN 978-3-487-14711-6

## Noteneditionen (Auswahl)
- Antonín Dvořák, Messe in D op. 86 (Orchesterfassung), Stuttgart: Carus 1986
- Gioacchino Rossini, Petite Messe solennelle, Stuttgart: Carus 1993
- Gioacchino Rossini, Stabat Mater, Stuttgart: Carus 1993
- Richard Wagner, Lohengrin WWV 75, hrsg. von John Deathridge und Klaus Döge, Mainz: Schott 1996, 1998 und 2000 (= Wagner-Gesamtausgabe, Band 7, I–III)
- Antonín Dvořák, Slawische Tänze für Orchester op. 46, Wiesbaden: Breitkopf & Härtel 2001
- Antonín Dvořák, Konzert für Violoncello und Orchester h-Moll op. 104, Wiesbaden: Breitkopf & Härtel 2001
- Antonín Dvořák, Stabat Mater op. 58, Wiesbaden: Breitkopf & Härtel 2004
- Richard Wagner, Siegfried WWV 86 C, hrsg. von Klaus Döge, Mainz: Schott 2006 und 2008 (= Wagner-Gesamtausgabe, Band 12, I–III)